# Sciapus aurichalceus
Sciapus aurichalceus är en tvåvingeart som beskrevs av Becker 1922. Sciapus aurichalceus ingår i släktet Sciapus och familjen styltflugor.
Artens utbredningsområde är Taiwan. Inga underarter finns listade i Catalogue of Life.